# Eldrid Lunden
Pour les articles homonymes, voir Lunden (homonymie).
Eldrid Lunden, née le 5 octobre 1940 à Naustdal, est une poétesse et la première professeure d'écriture créative de la Telemark University College (en). Elle reçoit le Prix Dobloug en 1991 et le prix Brage honrifique en 2000.

## Biographie
En 1973, elle obtient un cand. philol. en littérature à l'Université d'Oslo avec une thèse appelée Kvar gjekk Nora ? Individualisme og kvinnesyn i tre norske drama (Où est passé Nora ? Individualisme et vision des femmes dans trois drames norvégiens). Après son diplôme, elle devient professeur au Gymnasium Ulsrud d'Oslo puis, trois ans plus tard, au collège de Volda.
De 1967 à 1970, elle participe à la revue littéraire à forte orientation marxiste Profil. Pendant ces années, elle fait ses débuts avec f.eks. juli, un recueil de poèmes proches de l'aphorisme. Après sept années de pause, elle écrit trois autres recueil de poèmes : inneringa (1975), hard, mjuk (1976) et Mammy, blue (1977) qui s'intéresse à des thèmes classiques comme l'identité féminine, la sororité et l'épanouissement personnel.

## Récompenses
- 1982 : Prix de la littérature nynorske
- 1989 : Prix Dobloug
- 1992 : Prix Aschehoug[4]
- 1997 : Samlagsprisen
- 2000 : Prix Amalie Skram
- 2000 : Prix Brage

### Nomination
- 2019 : Nordic Council Literature Prize[5]

## Ouvrages
- f. eks. juli, 1968
- Inneringa, 1975
- hard, mjuk, 1976
- Mammy, blue, 1977
- Essays, 1982
- Gjenkjennelsen, 1982
- Dikt i utval, 1987
- Det omvendt avhengige, 1989
- Noen må ha vore her før, 1990
- Dikt i samling: 1968–1990, 1992 (2. utg. 1994)
- Gjenkjennelsen/Wiedererkennen (parallell norsk og tysk tekst), 1992
- Slik Sett, 1996
- Til stades (tekstar om erindring og gløymsle), 2000
- Dikt i samling, 2001
- Kvifor måtte Nora gå?, essays, 2004